# Platt Adams
Platt Adams (* 23. März 1885 in Belleville; † 27. Februar 1961 in Normandy Beach, New Jersey) war ein US-amerikanischer Leichtathlet und Olympiasieger.

## Leben
Bei den Olympischen Spielen 1912 in Stockholm siegte er mit 1,63 m im Standhochsprung vor seinem Bruder Ben Adams. Die Gebrüder Adams waren das erste Brüderpaar in der Leichtathletik, das Gold und Silber in der gleichen Disziplin gewann, und das zweite überhaupt, nach den Schützen John Paine und Sumner Paine 1896.
Im Standweitsprung gewann 1912 der Grieche Kostas Tsiklitiras vor Platt und Ben Adams. Nach diesen Spielen wurden die Sprünge aus dem Stand aus dem olympischen Programm gestrichen.

## Weblinks

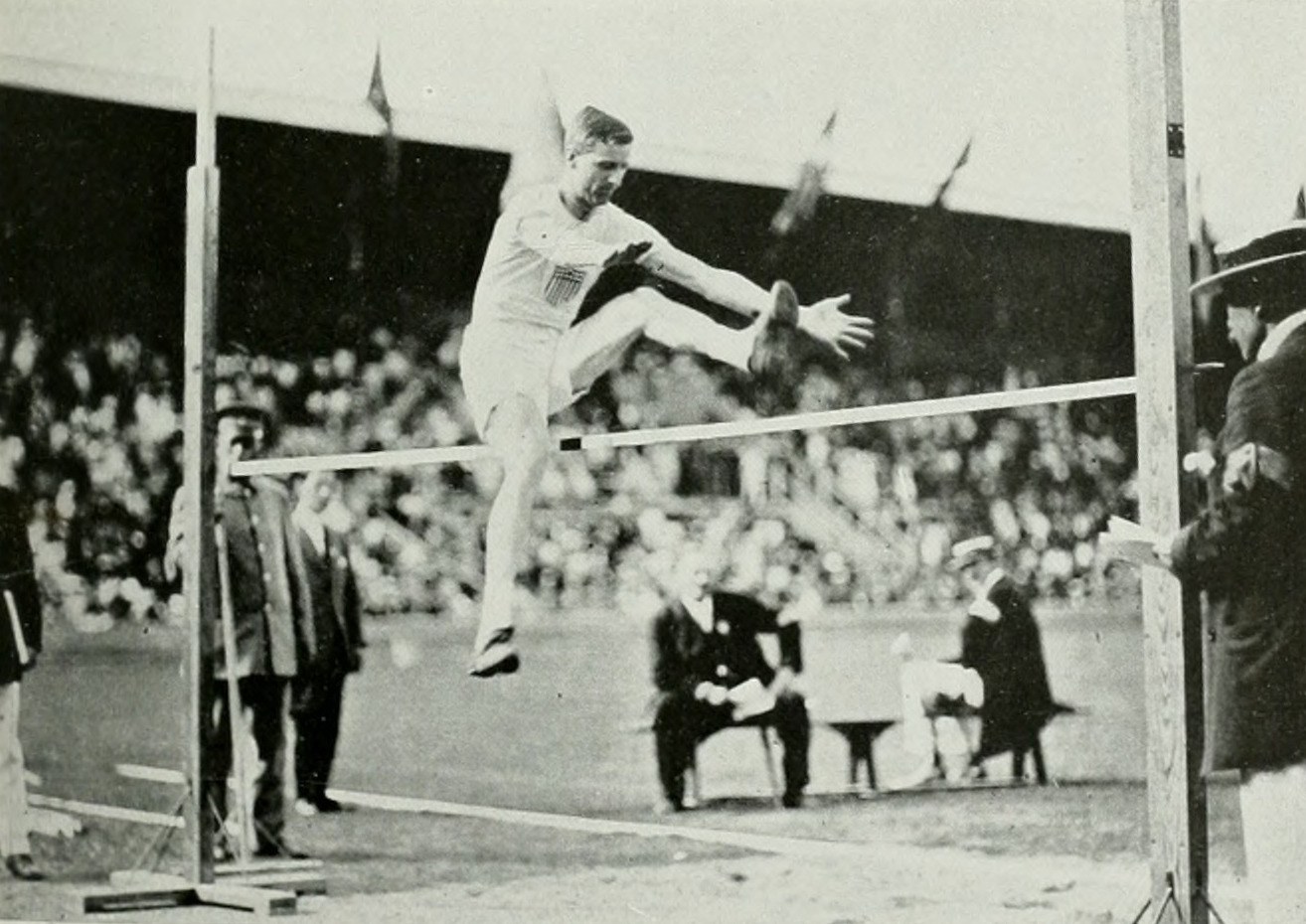
Platt Adams beim Standhochsprung
während der Olympischen Spiele 1912

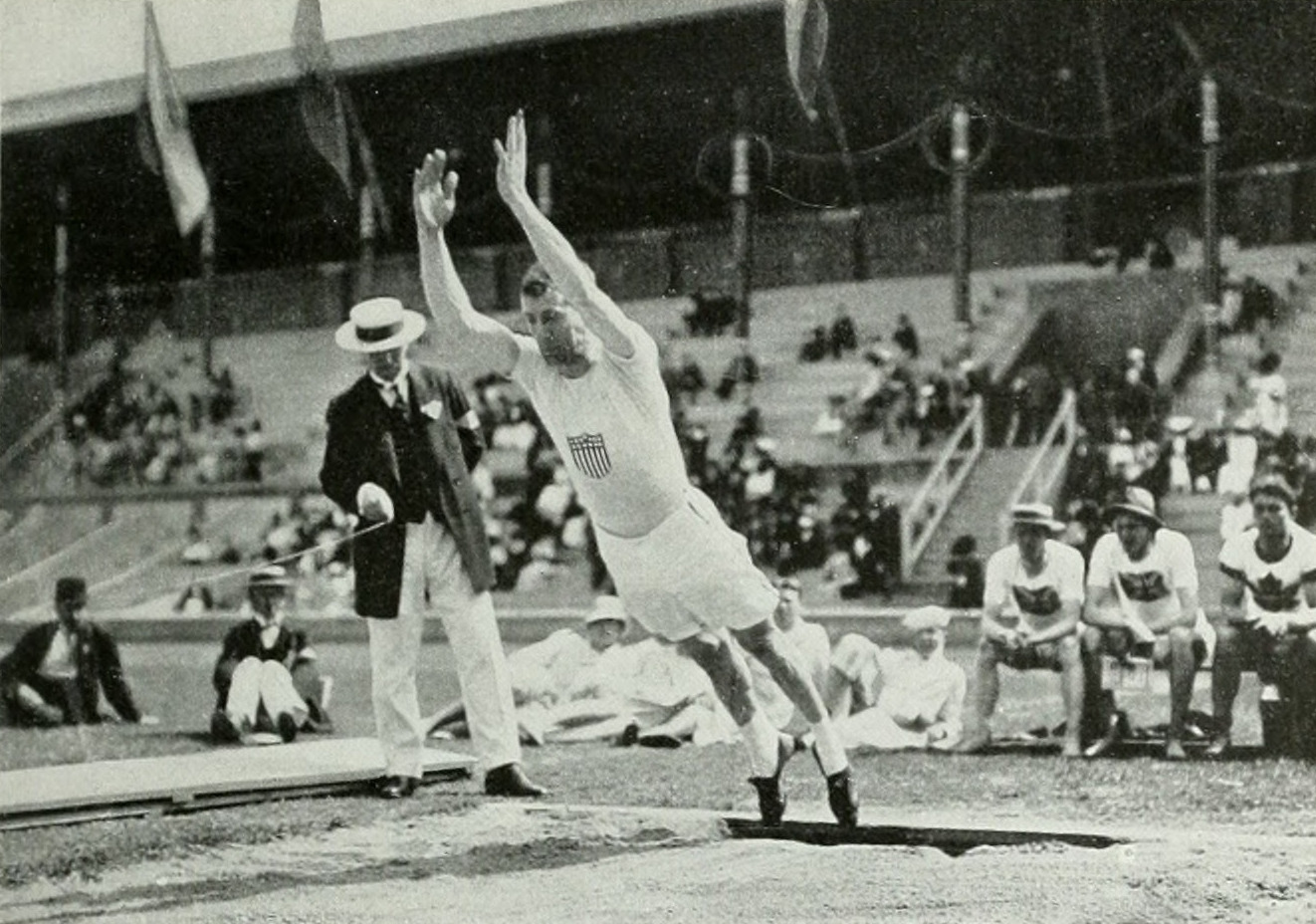
Platt Adams beim Standweitsprung
während der Olympischen Spiele 1912